# Texcoco
Texcoco, nah. Tetzcohco [teʦˈkoʔko] – miasto w środkowym Meksyku, znajdujące się na wschód od miasta Meksyk. Texcoco było jednym z najważniejszych ośrodków cywilizacji Azteków, a jezioro Texcoco przedmiotem ich kultu. Populacja liczy ok. 109 tys. mieszkańców (2003).